# Augochloropsis laeta
Augochloropsis laeta är en biart som först beskrevs av Smith 1879.  Augochloropsis laeta ingår i släktet Augochloropsis och familjen vägbin. Inga underarter finns listade.